# Sture Arnell
Sture Anders Arnell, född den 22 augusti 1905 i Enslövs församling, Hallands län, död den 6 april 1990 i Skogslyckans församling i Växjö, var en svensk historiker och skolman. Han var måg till Sigurd Schartau.
Arnell avlade studentexamen i Halmstad 1924, filosofisk ämbetsexamen vid Lunds universitet 1928 och filosofie licentiatexamen där 1935. Han genomförde arkivstudier i Königsberg, Riga, Dorpat, Reval, Helsingfors, Köpenhamn och Göttingen. Arnell var amanuens vid Landsarkivet i Lund 1936–1938 och promoverades till filosofie doktor i Lund 1938. Han blev lektor vid Karlskrona högre allmänna läroverk 1940 och vid folkskoleseminariet i Växjö 1949. Arnell invaldes som ledamot av Kungliga Samfundet för utgivande av handskrifter rörande Skandinaviens historia 1952. Han blev riddare av Nordstjärneorden 1955.